# 威廉與瑪麗學院
威廉與玛丽学院（英語：College of William & Mary，W&M，或威廉玛丽学院）是一所位于美国維珍尼亞州威廉斯堡的著名小型公立大学，创立于1693年，是美国历史第二悠久的大学，校史僅次於哈佛大學，同時是最古老的公立大學之一，校园极具历史价值，更是公立常春藤之一，也是唯一的一所由伦敦纹章院颁发纹章的美国大学。
校园所在地威廉斯堡是历史名城，位于美國首都華盛頓特區以南150英里，距州府里奇蒙和美国最大军港諾福克均50英里，距北美最早的英国人定居地詹姆斯鎮只有几分钟的车程。

## 历史

### 殖民地时期（1693年至1776年）
在弗吉尼亚殖民地建立初期，人们就有了建立一所能为年轻的印第安人和欧洲殖民者后裔提供高等教育的学校的计划。早在1618年，殖民者便计划在亨利科县设立新的大学，但是1622年印第安人对殖民者的屠杀迫使他们放弃了这个计划。1624年，英王詹姆斯一世撤回了给弗吉尼亚公司的皇家章程，将弗吉尼亚殖民地纳入皇室管理，之后的英国内战和培根起义（Bacon Rebellion）又令建校的筹备工作一再搁置。1691年，威廉斯堡的市民院委派詹姆斯·布萊爾牧师到英国申请皇家宪章，以建立一所永久的大學，并要求学院可以为学生提供哲学、语言、艺术和科学等科目。布莱尔到了伦敦後开始他的工作，他在英國的朋友，伦敦主教亨利·坎顿（Henry Compton）及坎特伯雷大主教約翰·蒂洛森（John Tillotson）都十分支持他。终于在1693年2月8日，英王威廉三世和玛丽二世頒下皇家宪章。新成立的学校亦因此得名威廉与玛丽学院。值得注意的是，皇家宪章规定学院需要永远地保留原校名（即便威廉与玛丽学院以现代标准可以称为大学）。皇家宪章亦要求高等教育必须包括三所学院：语法学校、哲学学校和神学院。哲学学校为学生提供道德哲学（逻辑、修辞、概念）和自然哲学（物理、形而上学和数学），而神学院的年轻人要准备入英国教会。而詹姆斯・布莱尔則成為学院的第一位校长，终身任命。布莱尔于1743年去世。
1693年，学院在本地的市民议会中获得一个席位。议会决定办学的开销由烟草税和皮草的出口关税支付。学院获得了330英亩（约1.3平方公里）的土地用于修建校舍。1694年，威廉与玛丽学院正式在一处临时地址上开办。1695年，学院的主楼开始建造，1699年建成并且保留至今日。该楼起初叫学院楼，今称克里斯托弗·雷恩爵士楼（Sir Christopher Wren Building）。雷恩爵士楼是目前美国最古老的仍在使用的教学楼。
1722年，学院所在的威廉斯堡获得了皇家宪章升格为自治城市地位。1699年至1780年间，威廉斯堡是弗吉尼亚的首都。在这段时间内，学院曾一度在弗吉尼亚的立法中扮演了重要的角色。美国的第二任总统托马斯·杰斐逊、第五任总统詹姆斯·门罗和第十任总统约翰·泰勒均曾在学院就读。华盛顿在17岁时亦从学院获得测量师执照，之后更在学院担任校监。因为和美国国父的紧密联系，威廉与玛丽学院获得了“美国母校”的雅称。
1750年11月11日，美国首个大学秘密社团平顶帽社（F.H.C. Society）在威廉与玛丽学院成立。1776年12月5日，两位学院的学生约翰·希思和威廉·肖特成立了美国首个大学兄弟会Phi Beta Kappa社，用于私下讨论文学和哲学话题。
威廉与玛丽学院是英国在美洲殖民地创立的第二所大学，仅次于哈佛大学（1636年），早于耶鲁大学（1701年），是美国建国前的殖民地九校之一。

### 独立战争至美国内战时期
1776年，已在威廉与玛丽学院就读一年半的詹姆斯·门罗在选择了退学并加入了大陆军的弗吉尼亚第三团。在美国革命期间，弗吉尼亚殖民地确立了宗教自由的原则，这也间接促使学校摆脱了传统的对英国国教会的依附。时任校长的詹姆斯·麦迪逊牧师（即后来的总统麦迪逊的表亲）连同校董杰弗逊一道废除了神学院和印第安人学院。1779年，威廉与玛丽学院建立了美国首家法学院和医学院，学院同时还对课程进行了改革，引入了选课制和荣誉制度。
学院在美国内战前对蓄奴持支持态度。例如在1836年至1846年间担任校长的托马斯·德鲁（Thomas R. Dew）就公开为奴隶制度辩护过。
1842年，从威廉与玛丽学院毕业的校友们组建了美国第六古老的校友会，校友会大楼也是目前校园内仅存的建成于美国内战前的建筑。1859年，一场大火摧毁了学院楼的内部，但是大楼的结构没有遭到破坏。
美国内战爆发后，学院内大量的学生被征召入伍，与北军作战。因为战事持续不止，学校的运行受到影响。终于在1861年的5月10日，教员大会决定关闭学院。学院关闭后，学院楼先被改造成一所军营，在北军占领之后又改成一所战地医院。1862年5月5日，威廉斯堡战役打响。翌日，北军占领了威廉斯堡。威廉与玛丽学院的布拉弗顿（The Brafferton）被北军当作指挥官住所。1862年9月9日，宾夕法尼亚第五骑兵团的士兵们在喝醉后向学院楼纵火。事后肇事者们辩解是他们为了阻止南军的狙击手使用该楼作掩护。北军的占领对学院造成了巨大的破坏。

### 美国内战重建时期至20世纪初
美国内战结束后，学院所在的弗吉尼亚州元气大伤。1869年，第16任校长本杰明·伊尔（Benjamin Stoddert Ewell）亲自拨款重开了学院。但学院的运作只持续了13年。1882年，由于资金短缺，学院不得已再次关闭。1888年，在州内的1万美元资助下，第二次重启的学院成为了一所教师培训机构。在伊尔退休后，泰勒总统之子莱昂·泰勒（Lyon G. Tyler）接任了校长职务，并在任内将学院扩展成一所现代大学。1889年时的学院仅有104位学生。
1906年，弗吉尼亚州议会通过决议，将威廉与玛丽学院变成公立大学。1918年，威廉与玛丽学院成为弗吉尼亚首批招收女性就读的大学。到了1932年，学院的人数扩张到了1269人。
在学院的一位讲师古德温牧师（Reverend Dr. W. A. R. Goodwin）的帮助下，富商约翰·洛克菲勒夫妇向学院提供了资金对学院的18世纪建筑进行了保护性修复。修复工程包含了学院楼、布拉弗顿楼和校长宅邸（均位于历史校园内），从1928年持续到1932年。

### 1930年代至今
1930年，威廉与玛丽学院在诺福克设立了分校，后来该分校独立成为了欧道明大学。
在学院第19任校长约翰·布莱恩（John Stewart Bryan）的努力下，学院得到了大规模的扩张。1934年10月20日，第32任总统富兰克林·罗斯福（Franklin D. Roosevelt）获得学院颁发的荣誉学位。1935年，标志学院西扩工程中轴线的下沉花园（Sunken Garden）落成。该花园的灵感来自于伦敦的皇家切尔西医院。
1945年，威廉与玛丽学院对一位在校报上撰文呼吁结束种族隔离和抨击白人至上主义的女学生玛丽莲·卡梅尔（Marilyn Kaemmerle）作出了处分。超过1000位大学生对这个决定进行了抗议。数十年后，校董会正式赦免了卡梅尔。
1951年，学院招收了首位非裔美国人学生休伦·威利斯（Hulon Willis）。威利斯因为专业问题无法在弗吉尼亚州立大学就读，遂转至威廉与玛丽学院的教育学院的暑期研究生项目。
1954年，英女王之母伊丽莎白王太后访问了学院的校园，成为首位到访学院的英国王室成员。1957年，伊丽莎白女王和爱丁堡公爵访美时参观了威廉与玛丽学院，女王在雷恩楼向师生演讲。
1960年，威廉与玛丽学院与里士满专科学校、威廉与玛丽学院诺福克分校、克里斯托弗·纽波特大学和里查德·布兰德学院联合组成了大学系统。但这个组织很快在1962年解散。
到了1970年，威廉与玛丽学院的所有项目均向非裔美国人开放。
1974年，工业大亨杰·约翰斯（Jay Winston Johns）将詹姆斯·门罗在阿尔伯马尔县的故居捐赠给了威廉与玛丽学院。学院后来将这处占地面积达535英亩（2.17平方公里）的历史庄园修复并向公众开放。
1981年，查尔斯王子在参加约克镇战役200周年纪念时造访了校园。1993年，王子再度回到了威廉与玛丽学院参加300周年校庆。1993年至2003年间，前首相玛格丽特·撒切尔在学院担任校监。
1983年，学院的宿舍楼之一杰弗逊楼因厨房事故发生大火。大楼除了外立面外被完全焚毁，所幸没有人员伤亡。事后大楼被重建。
2007年，伊丽莎白女王第二次访问威廉与玛丽学院。
2008年2月，因为围绕着2006年末的十字架争议和2008年的性工作者展览的争议，第26任校长吉内·尼科尔（Gene Nichol）的连任申请未获得校董会的批准，因而选择辞职。法学院院长泰勒·里弗利（W. Taylor Reveley III）接替成为第27任校长。此事为学院21世纪最大的丑闻之一。
2012年7月25日，东弗吉尼亚医学院宣布正考虑和威廉与玛丽学院合并的事宜。虽然该计划最终没有成行，但是州议会拨款20万美元资助了两校合作的试点项目。
2015年起，威廉与玛丽学院开始了一个名为“For the Bold”的筹款活动，目标筹集10亿美元的资金用作包括奖学金、新增设施和教员工资在内的支出，该活动预计在2020年结束。

## 校园

### 概况
威廉与玛丽学院的主校区位于威廉斯堡市的核心区域，占地达1200英亩。商学院、教育学院和法学院则分布在威廉斯堡市内的不同位置。学院下属的弗吉尼亚海洋科学研究所（VIMS）坐落在威廉斯堡西北15英里处的格罗斯特角。学院在华盛顿特区另有一小型分部，为部分学生提供全学期或假日课程和项目。坐落于乔治王子县的社区学院里查德·布兰德学院和威廉玛丽学院保持合作关系。

### 历史校区
作为威廉与玛丽学院主校区最古老的一部分，历史校区可以追溯到1699年建成的学院楼（英文：College Building，今日称作克里斯托弗·雷恩楼或雷恩楼）。雷恩楼（Wren Building）是目前全美历史最久的大学建筑，被列入美国的国家历史地标名册。雷恩楼历史上曾多次遭受火灾，建筑结构因此发生过较大的变动。直到1931年，人们才依照1716年的建筑图纸进行修复。至于将大楼以英国建筑师雷恩命名则是基于一位数学教授休·琼斯的说法。他在1724年时称大楼最初的设计是雷恩的作品（虽然雷恩本人从未到访过北美），而当时的人们则采纳了雷恩的设计。然而这个理论本身并无太多依据，校友会亦曾经认为需要重新进行调查。
与雷恩楼同处历史校园的还有两栋建筑，分别是布拉弗顿楼（1723年落成）和校长宅邸（1732年落成）。布拉弗顿楼曾经是印第安人学院，今日为校长和教务长办公室。三栋建筑围成的三角形通常被称作雷恩院（Wren Yard），这个与殖民地威廉斯堡隔街相望的地带是学院最为知名的景点之一。

### 老校区
老校区位于历史校区的西侧，以下沉花园为主轴向南北展开。老校区内的建筑大多在1920年代和30年代落成，包括了6幢主要的教学楼、一个体育场和一系列宿舍楼。塔克楼（Tucker Hall）是老校区中最老的建筑，于1909年落成，最初是图书馆，后来则改为教学楼。扎伯体育场（Zable Stadium）位于老校区的西北侧，建成于1935年。老校区中的建筑风格延续了历史校区的乔治亚式和荷兰式的特点。

### 新校区
威廉与玛丽学院的新校区位于老校区的西侧和北侧。新校区内大部分建筑在1950年至1980年间落成，其中主要建筑包括了图书馆、剧场和室内运动场。虽然新校区的建筑均为现代设计，但建筑外立面保持了老校区的红砖墙风格。大部分一年级学生的宿舍楼、兄弟会和语言宿舍坐落在新校区内。
学院自1993年300周年校庆起便开始对新校区内的建筑进行整修，同时新建了一系列大楼，其中包括综合科学中心（Integrated Science Center）、物理学部的Small Hall和两栋宿舍楼Lemon Hall和Hardy Hall。
梅森商学院（Mason School of Business）的主楼Alan B. Miller Hall位于新校区南部。教育学院毗邻新校区西侧，与主校区通过一条小路相连。
马斯克芮尔美术馆（Muscarelle Museum of Art）亦位于新校区内，馆内陈列了许多学院收藏的艺术品和借调的展品。

### 自然景观
威廉与玛丽学院校区内拥有大量的原始森林和一个人工湖−−马托卡湖（Lake Matoaka）。马托卡湖最早是18世纪殖民者们修建的蓄水池，湖底曾经发现过印第安人的村落遗迹。湖面周围环绕着学院管理的保育树林，树林中密布着越野小径和动植物保护地，适合远足和散步。
马托卡湖东侧有一个知名的露天剧场，每年夏季均会有交响乐团在此表演。湖内有数量庞大的水生生物，包括了各种鱼类、龟类和水鸟。

### 其他校区
学院下属的马歇尔-维兹法学院（Marshall-Wythe School of Law）并不与主校区相连。法学院大约在历史校区以南不到0.6英里的位置。法学院附近有一个网球中心。在新校区以北1英里的位置还零星分布有学院的一些行政大楼和两座废弃的宿舍。学院的棒球场也在那里附近。

## 行政架构

### 校董会
在学院管理层的顶端是校董会（Board of Visitors）。校董会由17名校董构成，每个校董都需要通过校友会推荐和州长批准方可就任，连续任期不得超过8年。校董会每年需要进行4次选举产生一名校董会主席（Rector）、一名副主席和一位秘书。根据学院宪章，校董会有权力委任校长、主要的行政官员和校监、作出关于学位授予、录取政策增减科系和研究生院的决定，并受托对学院的财产和财政情况进行监督。校董会同时监管里查德·布兰德学院。

### 校监和校长
威廉与玛丽学院是美国仅剩的几所保留校监（Chancellor）的高等教育机构。校监的传统来自于英国，是一个仪式性的职务。自建校到1776年美国革命之间，校监一职都是由英国担任的，通常是坎特伯雷大主教或是伦敦主教。殖民地时期的校监负责在英国本土联络学院和王室，而学院的日常运作则交给北美当地的校长（President）。美国独立后，乔治·华盛顿成为了首位美国籍校监。19世纪时，约翰·泰勒总统也曾担纲过此职。
| 姓名             | 任期      |
| ---------------- | --------- |
| 沃伦·伯格        | 1986−1993 |
| 玛格丽特·撒切尔  | 1993−2000 |
| 亨利·基辛格      | 2000-2005 |
| 桑德拉·戴·奥康纳 | 2005-2012 |
| 罗伯特·盖茨      | 2012—     |

学院的校长拥有行政、财务和学术表现方面的管理权。校长在例如毕业典礼等重大场合代表校方向学生授予学位和荣誉。2018年2月，曾任史密斯学院教务长的凯瑟琳·罗（Katherine Rowe）被校董会一致通过选为第28任校长，她的任期从同年7月开始。凯瑟琳是威廉与玛丽学院首任女性校长。
校长一职通常有一位教务长、一位高级学术事务官员和数位副校长辅助。

### 教职人员
学院的教职人员依照科系划分，绝大部分教授和讲师隶属于本科的文理学院以及商、法、教育和海洋研究学院。每个科系由一个系主任管理，系主任需要向教务长报告。科系管理的条例是校董会批准的，但科系内部实行自治。教工大会是一个谘议机构，向校长和教务长作出建议。

## 姐妹机构
位于英格兰的皇家医院学校是（Royal Hospital School）威廉与玛丽学院的姐妹机构；苏格兰的圣安德鲁斯大学与威廉与玛丽学院合作提供双学位项目。

## 学院传统

### 荣誉制度
威廉与玛丽学院的荣誉制度在1779年由校友托马斯·杰弗逊建立，据信是全美首个荣誉制度。每年新生入学时都需要在雷恩楼的礼堂内作荣誉宣誓，誓词如下：
“我谨此宣誓，作为威廉与玛丽的一员，我在学术和个人生活中不会撒谎、不会欺诈、不会偷窃。我承认这些行为违反了荣誉规则并且破坏了我们之间的相互信任。”
这段誓词是由19世纪的学院校友和法律教授亨利·塔克（Henry St. George Tucker Sr.）编写的，塔克制定的规则后来也成为弗吉尼亚大学的荣誉制度的基础。荣誉制度至今在威廉与玛丽学院仍有着重要的地位。荣誉制度由24名本科学生组成的的荣誉委员会在听取教员和行政人员的建议下执行。若学生被发现作弊、偷窃或者欺诈，在委员会裁定有罪后可以受到处分，处分力度从口头警告到开除学籍不等。

### 仪式和典礼

#### 圣诞柴仪式
每个秋季学期期末考前的晚上，在雷恩楼前，校长都会装扮成圣诞老人并朗诵一段《圣诞怪杰》，副校长则会朗诵《期末考前的夜晚》（Twas the Night Before Finals）。学院的男声合唱团随后唱起了《圣诞节的十二天》。之后学生和教授们会进入雷恩楼礼堂将松树枝抛入大壁炉中。
圣诞期间，校园内有大量的圣诞树装点。有趣的是，据称圣诞树这个德国传统是由19世纪威廉与玛丽学院的拉丁语教授查尔斯·明尼格罗德（Charles Minnigerode）带入美国的。

#### 开学典礼
学院的开学典礼每年会在8月举行。典礼结束后，新生从雷恩楼正门进入，从后门走向下沉花园。在那里，旧生们会排成两行欢迎新生。新生们会在入学介绍周的一天傍晚在校长宅邸门口唱校歌。

#### 毕业典礼
在毕业生的最后一天课程结束后，他们会依次拉响雷恩楼顶部钟塔内的大钟。春季毕业典礼通常在每年的5月学期结束后的周末，毕业生会先沿着规定的路线穿越校园，经过新老校区后再进入举办仪式的场所。2018年以前，毕业典礼会在卡普兰体育馆（Kaplan Arena)内举办，2018年起则移师扎伯体育场。

#### 宪章日
为纪念1693年威廉国王与玛丽女王授予宪章的历史，学院每年2月8日会举办宪章日（即校庆日）。宪章日当日会举办各种庆祝活动，校方会邀请重要人物来校演讲。学院曾在300周年校庆的宪章日举办过一次大规模的庆祝。

#### 辩论节
辩论节（Raft Debate）是威廉与玛丽学院最具特色的校园活动。每年会有来自不同科系的4名教员参与这场辩论。辩论的背景是四人被困在一座荒岛上，而仅有一条单人皮筏可以逃生，4位参与者需要通过角色扮演的方式说服观众帮助他们脱离荒岛。据称这项传统最早起源于1905年前后，在21世纪初期再度复兴。4名教授代表了人文学科、社会科学和自然科学内的4个专业。

#### 铁人三项
铁人三项（Triathalon）是威廉与玛丽学院一项“特殊”的传统。根据校报报道，铁人三项包括如下内容：一、翻过殖民地威廉斯堡的总督府的围墙，二、裸体跑过下沉花园，三、游泳穿过Crim Dell（一个小池塘）。据称每个本科生在毕业前需要完成铁人三项，但是仅有部分学生会参与，官方也从未确认过这个活动。因为Crim Dell近年经常被水藻侵袭，所以几乎已经无法下水了。

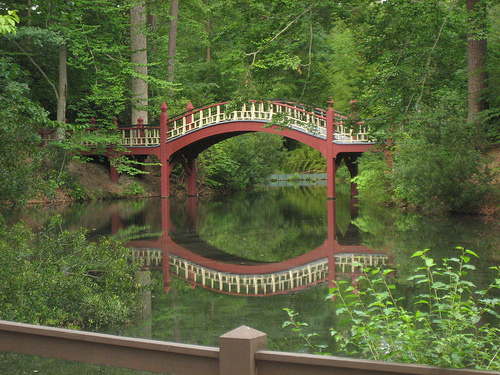
校园内的Crim Dell池塘

## 学生组织

### 兄弟会和姐妹会
威廉与玛丽学院的兄弟会和姐妹会最早可以追溯到1750年。全美第一个以希腊字母为名的兄弟会Phi Beta Kappa也是在1776年于学院内成立的。今日，学院一共有16个全国性的兄弟会的分部和13个全国性的姐妹会的分部。大约三分之一的本科学生是兄弟会或姐妹会的成员。学院内还有一些跨性别的专业兄弟会和社团，包括Nu Kappa Epsilon音乐社团等。

### 女王近卫军
威廉与玛丽学院的女王近卫军（Queen‘s Guard）是一支由预备役士兵组成的仪仗队。近卫军在1961年2月8日成立，由参加预备役军官项目的学生组成。近卫军的制服参考了守备白金汉宫的苏格兰近卫团的红色军服，成员戴黑色熊皮帽或红色贝雷帽。今天的近卫队由潘兴来复枪团协会（National Society of Pershing Rifles）的W4连成员组成，包括了预备役军官和普通民众。

### 音乐团体
威廉和玛丽学院一共有12个阿卡贝拉团体。其中著名男声乐团的有伯特图尔特室内合唱团（Botetourt Chamber Singers）、克里斯托弗·雷恩合唱团（Christopher Wren Singers）和绅士合唱团（Gentlemen of the College）。

## 校园媒体

### 《平顶帽》
创立于1911年的《平顶帽》（The Flat Hat）是威廉与玛丽学院唯一的官方学生报纸，也是校园内发行量最大的纸质媒体。报名来自于1750年创立的秘密社团“平顶帽社”（F.H.C. Society ）。值得注意的是，“平顶帽社”的原名中的三个字母缩写其实是友谊、人文和知识的拉丁文（Fraternitas Humanitas Cognitioque）缩写，但后来被讹传为Flat Hat Club。而负责创刊的学生有不少是“平顶帽社”的成员，因此可以视作为这个奇特的别名致意。在春秋学期，《平顶帽》每逢周二发行。2007年开始至2015年曾改为双周刊。报社完全由学生组成，通常有45至50名职员。
在2008年，《平顶帽》首度报导了关于雷恩楼教堂的十字架争议：2006年10月，时任校长吉内·尼科尔（Gene Nichol）决定将学校教堂内的十字架移除，此举引发了宗教团体和保守派师生的不满，甚至令一位校友决定撤回高达1200万美元的捐款。虽然事后决定被取消，但是此时给尼科尔的仕途造成了巨大的影响，最终导致他在2008年初辞职。《平顶帽》对整个事件进行了深入的追踪报导，被视为校园媒体的杰出案例。《平顶帽》每年的愚人节会出版一期特别期刊，内容是幽默的假新闻。
《平顶帽》是免费报纸，在大学校园内的主要公共场所均有派发点。

### 校园电台
威廉与玛丽学院的电台WCWM自1959年起便持续为学生播放各类音乐，包括点播和原创。该电台的调频为90.9兆赫。从2012年起，电台每年会举办一次音乐节。

### 其他刊物
学院内的不少组织也拥有自己的刊物。一些较大的科系会发行自己的专业刊物，例如国际关系部的The Monitor 期刊和历史系的The James Blair Historical Review。非学术性的读物包括了学生社团主办的讽刺小报The Botetourt Squat、艺术杂志Rocket、学院年鉴The Colonial Echo和校友会发行的《校友杂志》等。
奥姆亨德罗美洲早期历史和文化研究中心（The Omohundro Institute of Early American History and Culture）发行的《威廉与玛丽季刊》是全美最早的学术期刊之一。《季刊》主要研究北美的殖民地历史。

## 传说

### 地下通道和墓穴
威廉与玛丽学院历史校区和老校区的地下有一套复杂的通道系统。据称这些通道可以通向雷恩楼礼拜堂下1729年修建的地下墓穴。尽管学院一再警告学生不得进入地道，但多年来仍有不少人冒险进入。1977年，校方在地下墓穴的入口处修建了一道加锁的铁门防止他人进入破坏。根据一些说法，以前兄弟会的成员会偷偷进入墓穴中偷出伯特图尔特公爵的骸骨。
现时，地下通道里安放了蒸汽管道。根据规例，除了维修人员之外，无人可以进入通道。人们猜测通道的入口可能是：一、下沉花园附近的一个窨井盖，二、巴里特楼东侧楼梯间的一道木门，三、钱德勒楼洗衣房附近的一个2英尺见方的小窗口。

### 灵异事件
因为学院悠久的历史，所以不乏对灵异事件的目击。作为宿舍楼的巴里特楼的阁楼就曾被学生目睹过亮出神秘的灯光，而阁楼常年处于封闭状态。深夜在老校区的塔克楼学习的学生也曾经听到过一些奇怪的声音，据称是数十年前一位因为学业压力过大而自杀的女生的鬼魂发出的。但这些传闻都没有得到过证实。

### Crim Dell桥
关于Crim Dell池塘上的那座红色木桥一直以来就有很多传说。据称若一对情侣携手走到桥顶并亲吻对方，他们便会永世相守，但若单身的人独自走过该桥，那他将受到诅咒而永远单身。

## 学校声誉

### 排名
威廉与玛丽学院常年位列《美国新闻与世界报道》的全美最佳大学前50名之列。2023年，《美国新闻》将学院排在全美第41名的位置，与波士顿大学并列。在公立大学中，学院则并列第11名。2024年，《美国新闻》最佳大学排名榜上学院排名第53。在公立大学中，学院排名第23。
美国网站Niche基于学生评价作出的大学排名中，威廉与玛丽学院位列全美第54，公立大学第8。值得注意的是，威廉与玛丽学院本科教育则一直在美国国内名列前茅，在2021年被评为美国第4名。根据《美国新闻》，威廉与玛丽学院本科的历史系是全美第29名，计算机系是第68名，物理系是第71名，公共政策系是第94名。总体来说，学院提供的人文社科项目强于自然科学项目。
在研究生学院排名方面，梅森商学院位列全美第62，马歇尔-韦兹法学院位列全美第31，教育学院位列全美第58。梅森商学院的本科项目曾被《彭博商业周刊》评为全美最佳的第12名。
在学术排名以外，威廉与玛丽学院还经常被列为美国性价比最高的学院之一。例如，《Kinplinger》在2019年就曾将其评为全美第6名最值得就读的公立大学。在《普林斯顿评论》2020的一次调查中，学院的学生的快乐程度达到全美第4高。

### 其他
2012年的《普林斯顿评论》评选出全美顶尖的300名本科教授（Best 300 College Undergraduat Professors），威廉玛丽学院有10名教授上榜。2013年4月，威廉玛丽校友玛丽·乔·怀特（Mary Jo White）经美国参议院一致同意，担任美国证监会主席。2013年5月，校友珍妮佛·莎琪被任命为新任美国国务院发言人。2013年6月校友美國司法部副部长詹姆斯·科米出任美国联邦调查局下任局长。

## 课程设置

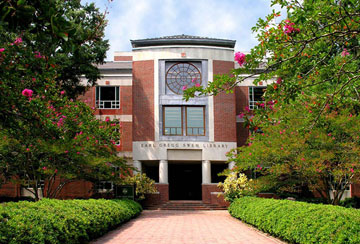
威廉与玛丽学院的史文圖書館（Earl Gregg Swem Library）

威廉与玛丽学院是一所中等大小的公立学院，但也保留了许多小型文理学院的传统。在学院总数8000多的学生中，绝大部分都是4年制的本科生。学院的研究生课程涵盖不少极具特色的项目，例如美洲殖民历史和海洋科学。
威廉与玛丽学院设有文理学院、海洋科学学院、教育学院、商业管理学院和法学院等五个学院，有数十个专业，涉及领域较广，大都具有很强的科研学术实力，可以授予硕士、博士学位。大部分研究生项目集中在数学、工程和科学技术等专业内。2016-17学年，学院共授予了1591个本科学位、652个硕士学位和293个博士学位。

### 学习环境
威廉与玛丽学院拥有全美公立大学第二低的学生教员比（12：1）。99%的本科课程都是由教授或副教授亲自授课，仅有极少部分的实验课是研究生助教代理。86%的课程人数在40人以下。这种授课模式便于建立紧密的师生关系。

### 交换与合作办学项目
在主校区之外，华盛顿分校为有志于学习美国政治、国际政治和公共政策的学生提供假期课程、学期项目与当地实习。学院和哥伦比亚大学合作办有一个5年制本科的项目，可供专业是计算机科学、数学和工程学的学生就读。苏格兰的圣安德鲁斯大学和威廉与玛丽学院合作提供给双学位项目，学生需要在英美各学习2年；这个项目囊括了数学、经济、历史和国际关系4大专业。
威廉与玛丽学院在全球15所大学有交换项目，超过12%的本科学生在毕业前都会有海外交换的经历。

### 录取情况
截止至2018年秋季，威廉与玛丽学院一共有6285名本科生和2455名研究生。女性占据了本科生总数的57.6%，研究生总数的50.7%。
根据《美国新闻与世界报道》，威廉与玛丽学院的录取条件属于“最苛刻”一档。2018学年，一共有14644人申请，学院录取了5406人（占36.9%），在录取人数中有1555人选择就读。录取学生高中的平均绩点为4.24，94.2%的录取生的高中平均绩点高于3.75。学生的SAT阅读分数的中部50%区间为660-730分、数学则为650-760分（满分均为800）。ACT分数的中位数则在30-33分（满分35分）。
2016-2017学年本科学费为13127美元（弗吉尼亚州居民）或36158美元（非弗吉尼亚州居民）。在2014-15学年，学院向1734名学生颁出总数高达2090万美元的奖学金。但即便如此，仍有37%的学生需要依靠学生贷款，平均每人背负26017美元的贷款。为了改变这种现状，学院持续向申请者发出更多的助学金，同时承诺在未来4年内不再涨学费。值得注意的是，威廉与玛丽学院是少数招收大量富裕家庭出身学生的公立大学之一。
|            | 威廉与玛丽学院 | 弗吉尼亚州 | 全美  |
| ---------- | -------------- | ---------- | ----- |
| 非裔美国人 | 7.3%           | 19.4%      | 12.2% |
| 亚裔美国人 | 7.8%           | 5.5%       | 4.7%  |
| 欧裔美国人 | 59.4%          | 68.6%      | 63.7% |
| 西裔美国人 | 9.3%           | 6.2%       | 16.4% |
| 印第安人   | 0.2%           | 0.4%       | 0.7%  |
| 国际学生   | 6.2%           | N/A        | N/A   |
| 混合族裔   | 4.6%           | 2.9%       | 1.9%  |
| 未知       | 5.1%           | 3.3%       | 0.4%  |

## 体育

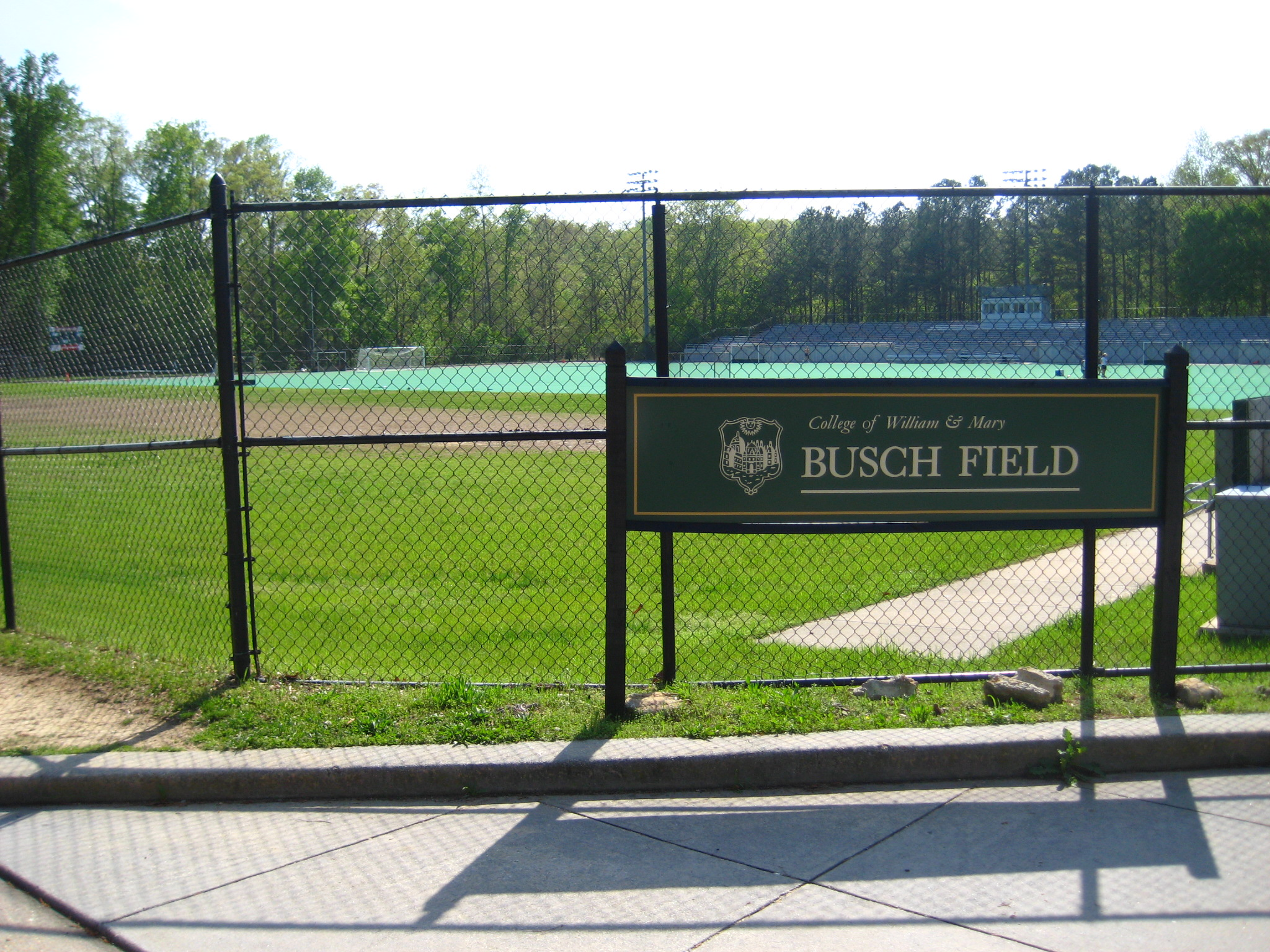
威廉与玛丽学院的足球训练场

威廉与玛丽学院的联合体育队被称为部落队（英文：Tribe）。这个名字代表了学生运动员在学校内和赛场上的团结和友谊。校队的吉祥物为鹰头狮格里芬，象征着学院的英国传统（狮子）和在美国（鹰）的悠久历史。
学院的联合体育队包括了全国大学体育协会（NCAA）第一级别的男子和女子篮球、越野跑、高尔夫、体操、足球、游泳、网球和室内外田径项目。其他的项目包括了女子曲棍球、袋棍球和排球，以及男子棒球和橄榄球。
迄今为止，威廉与玛丽学院校队一共赢得过2届全美男子网球锦标赛冠军，1届AIAW女子高尔夫球赛冠军、1届NAIA女子体操冠军和13届全美体操联合会杯冠军。除此之外，学院的运动员还获得过大量个人冠军。
学院的体育队最早可以追述到1893年，至今一共改过4次名：橙白队、橙黑队、印第安人队和部落队。2018年，部落队推出了新的标志，取代原来的字母设计。2019年秋，学院宣布了“2025部落一家”计划。这个计划将帮助各运动队提升国内知名度、升级训练设备和提振士气和参与度等。

## 流行文化
1972年的音乐剧电影《1776》中，托马斯·杰弗逊和约翰·亚当斯在起草《独立宣言》时就“不可分割”（inalienable）一词的拼写争执起来，亚当斯表示自己在哈佛受教育，因而不可能拼错，而杰弗逊回应道自己的母校是威廉与玛丽学院。事实上，两种拼写方式在当时都是正确的，但杰弗逊的拼法符合现代标准。
2014年上映的美国历史剧《转折点：华盛顿的间谍们》中英王乔治3世的宫殿实际上在威廉与玛丽学院雷恩楼的大礼堂取景。

## 著名教员和校友
自从17世纪以来，有众多知名的学者曾任职于威廉与玛丽学院。知名人物有全美第一位法律教授乔治·韦兹（George Wythe）、杰弗逊总统的导师物理教授威廉·斯茂（William Small）、麻省理工学院的创始人威廉·巴顿·罗杰斯（罗杰斯也是学院的校友）。弗吉尼亚的望族塔克家族有数名成员：纳撒尼尔、圣乔治和亨利均曾在学院任教。
学院近年也聘请了各界专家，例如近代史上拥有第二多学位的本杰明·博尔格(Benjamin Bolger)等人。科林·鲍威尔的参谋长劳伦斯·威尔克森（Lawrence Wilkerson）现在在政治学和公共政策系任教。
威廉与玛丽学院杰出校友数不胜数，包括4位独立宣言签字人、3位美国总统、国会的参众两院议员、州议会议员、州长、大法官、出色運動員和其他著名人士。其中最为著名的有：
- 乔治·华盛顿（未正式就读，获得测量师执照）
- 托玛斯·杰弗逊
- 詹姆士·门罗（未毕业）
- 约翰·泰勒
- 亨利·克莱
- 约翰·马歇尔
- 威廉·巴頓·羅傑斯
- 克里斯·瑞
- 寇蒂斯·普萊德
- 史考特·葛倫
- 喬恩·史都華
- 罗伯特·盖茨
- 吉兒·伊利斯
- 钱勇杰，美籍华人，美國海軍少將。